# L'Empire éclaté
 (juin 2024).
Si vous disposez d'ouvrages ou d'articles de référence ou si vous connaissez des sites web de qualité traitant du thème abordé ici, merci de compléter l'article en donnant les références utiles à sa vérifiabilité et en les liant à la section « Notes et références ».
L'Empire éclaté est un ouvrage d'Hélène Carrère d'Encausse, paru en 1978 aux éditions Flammarion.
À la manière du dissident soviétique Andreï Amalrik en 1970 dans L'Union soviétique survivra-t-elle en 1984 ? et du sociologue Emmanuel Todd en 1976 dans La Chute finale, l'historienne prédit la fin proche de l'URSS.
Toutefois, contrairement à ces deux prédécesseurs, elle écrit que l'URSS cèdera sous la pression de la montée en puissance des républiques asiatiques de l'URSS à fort taux de natalité, en opposition aux républiques de l'Europe de l'Est aux taux de fécondité effondrés. Selon ce raisonnement, la population d'origine musulmane serait devenue majoritaire en Union soviétique alors que la classe dirigeante du Parti, de l'Armée et de l'industrie était très largement d'origine russe, donc de culture européenne. Cette distorsion aurait obligatoirement posé un problème de légitimité du pouvoir politique.
Le livre a été un succès dès sa parution, et une centaine de milliers d'exemplaires en a été vendu en quelques semaines.
Hélène Carrère d'Encausse en tira une gloire médiatique, mais l'histoire reste à analyser. 
Une première vision affirme que la contestation de l'URSS est venue d'abord de la Pologne en août 1980 avec la création du syndicat Solidarność, puis des pays baltes en juillet 1989, avec la constitution de la voie balte, une chaîne humaine de plus de 500 km et réunissant 2 millions d'habitants, pour protester contre le Pacte germano-soviétique de 1939, enfin de l'Allemagne de l'Est (RDA) en octobre 1989, qui devait conduire à la chute du Mur (9 novembre).
Une deuxième vision sépare la chute du mur rendant leur indépendance aux pays d'Europe de l'Est qui ne faisaient pas partie de l'URSS (Pologne, Hongrie, Roumanie, Bulgarie, Tchécoslovaquie, RDA) de l'effondrement de l'URSS elle-même venu d'un affrontement personnifié par Boris Eltsine renversant Gorbatchev. La fin de l'URSS donnant l'indépendance aux républiques intégrées à l'URSS (Europe de l'Est avec Ukraine, Biélorussie, pays baltes, Géorgie), Asie centrale, Kazakhstan, Ouzbékistan, Turkménistan, Kirghizistan), séparées de la fédération Russie.